# Hiperinflación en Zimbabue
La hiperinflación en Zimbabue comenzó en 2000. Desde entonces, la inflación ha sido el signo más visible de la decadencia económica del país, con la mayor parte del comercio realizado en dólares estadounidenses. En julio de 2008, la inflación se estimaba oficialmente en 231 millones al año, pero otros economistas la sitúan en torno a los 80.000 millones mensuales.

## Contexto histórico
El 18 de abril de 1980, cuando nació la nueva república independiente de Zimbabue a partir de la antigua colonia británica de Rodesia, el dólar rodesiano fue reemplazado por el dólar zimbabuense, con paridad de cambio (1 antiguo Dólar rodesiano equivalía a 1 Dólar zimbabuense).
El dólar zimbabuense llegó a valer 1,59 dólares estadounidenses. Desde la introducción de las reformas a las tierras, a inicios de los años 1990, la hiperinflación y el colapso de la economía nacional han devaluado severamente al dólar zimbabuense. Las críticas al presidente Robert Mugabe, apuntaban a las reformas de tierras, enfocadas en confiscar las tierras administradas por blancos, para redistribuirlas a la población negra. El gobierno argumentó que la principal razón de la debacle en la producción alimentaria, es que los nuevos propietarios carecían de conocimientos para lograr una buena productividad en las granjas. Pese al férreo control estatal, el gobierno del Zanu-PF y sus adherentes señalan que este colapso económico es resultado de las sanciones internacionales que apuntan a algunos ministros y compañías leales al gobierno (como ZDERA) por parte de los Estados Unidos, la Unión Europea y Australia. Dichas sanciones son señaladas por el gobierno zimbabuense como ilegales y afectan directamente a la economía nacional.

## Inicios delsigloXXI
A inicios del siglo XXI Zimbabue comenzó a experimentar la hiperinflación. La inflación alcanzó el 624 % a inicios de 2004, y después cayó a dígitos triples inferiores al alcanzado en 2004.

### 2006
El 16 de febrero de 2006, el gobernador del Banco de Reserva de Zimbabue, Gideon Gono, anunció que el gobierno había impreso 21 billones de dólares zimbabuenses con tal de adquirir divisas extranjeras para pagar las deudas contraídas con el Fondo Monetario Internacional.
A inicios de mayo de 2006, el gobierno de Zimbabue comenzó nuevamente a imprimir dinero para producir 60 billones de dólares zimbabuenses. Este dinero adicional fue para financiar el reciente incremento de un 300 % en los salarios para los soldados y policías, y de un 200 % para otros servidores públicos. El dinero no estaba presupuestado en el año fiscal en curso, y el gobierno no señaló de dónde provenía ese dinero adicional.
En agosto de 2006, el gobierno zimbabuense emitió nuevas series de dinero y se le consultó a los ciudadanos acerca del posible cambio de billetes; la nueva edición (emitida por el Banco Central de Zimbabue) tenía tres ceros tachados. La mayoría de los analistas financieros se mantuvieron escépticos y señalaron que la nueva moneda no entregaría un alivio a la inflación.

### 2007
En febrero de 2007, el banco central de Zimbabue señaló que la inflación fue declarada «ilegal», prohibiendo cualquier incremento en los precios de determinados artículos de primera necesidad entre el 1 de marzo y el 30 de junio. Los oficiales arrestaron a ejecutivos de algunas empresas zimbabuenses por aumentar los precios de sus productos.
En marzo de 2007, la inflación llegó un nuevo máximo de 1730 %, y en junio el gobierno señaló que la inflación alcanzaba el 7638 %. Las predicciones para la inflación anual variaban entre el 3000 (de acuerdo al FMI) y 8000 %. De hecho, la inflación en ese mes alcanzaba el 11 000 % a partir de una estimación inicial de 9000 %. El embajador de Estados Unidos, Christopher Dell, predijo que para diciembre de 2007 la inflación alcanzaría el 1 500 000 %, aún cuando el Fondo Monetario Internacional estimaba solo un 115 000 % para ese mes, y un 150 000 % para enero de 2008. El gobierno comenzó a emitir billetes de 200 000 dólares zimbabuenses, al mismo tiempo que abundaban los rumores de importantes recortes en los suministros de Alimento, Combustible y Medicamento. El gobierno instituyó una congelación de seis meses a los salarios a partir del 1 de septiembre de 2007.

### 2008
El Banco de la Reserva de Zimbabue comenzó a imprimir billetes de 10 millones de dólares zimbabuenses en enero de 2008, casi equivalentes a 4 dólares estadounidenses. La inflación en Zimbabue llegó al récord de un 26 470,8 % mientras que la economía nacional se contrajo un 6 %, de acuerdo al banco central.
En abril de 2008, el Banco de la Reserva de Zimbabue emitió billetes de 50 000 000 de dólares zimbabuenses, los cuales valían aproximadamente 1,20 dólares estadounidenses. En mayo de 2008 el Banco de Reserva de Zimbabue emitió billetes de banco (o más bien «cheques al portador») con valores de 100 millones y 250 millones de dólares zimbabuenses. Mientras tanto, la inflación se estimaba en un 165 000 % con algunos reportes no confirmados que situaban la inflación en un 400 000 %. Diez días después, comenzaron a imprimirse billetes de 500 millones de dólares zimbabuenses (en ese entonces equivalentes a 2 dólares estadounidenses). El embajador de Estados Unidos en Harare proyectaba que la inflación alcanzaría el 1 500 000 % al término de 2008.
A inicios de julio de 2008, las fuentes oficiales ubicaron la tasa de inflación en un 355 000 % mientras que algunas fuentes independientes la estimaron en un 8 500 000 %. Para el 4 de julio de 2008 a las 5:00 p. m. (hora local), una botella de cerveza costaba 100 mil millones de dólares zimbabuenses, pero una hora después, el precio había ascendido a 150 mil millones de dólares; el periódico Los Angeles Times reportó el 15 de julio de 2008 que las prensas se quedaron sin papel para imprimir el dinero, y se mencionó que debido a los casos relacionados con los derechos humanos, Alemania suspendió el envío de suministros de papel y la licencia del software para crear diseños de denominaciones mayores de la moneda. El 16 de julio, la tasa oficial de inflación fue reportada por el banco central de Zimbabue, que la situó en 2,2 millón por ciento.
El 19 de julio de 2008, el Banco de Reserva de Zimbabue anunció planes para introducir un billete de 100 mil millones de dólares zimbabuenses.
El 30 de julio de 2008, el gobernador del Banco de Reserva de Zimbabue, Gideon Gono, anunció que el dólar zimbabuense sería redenominado quitándole 10 ceros, a partir del 1 de agosto de ese mismo año. 10 mil millones de dólares zimbabuenses se convirtieron en 1 dólar después de la redenominación.
El 19 de agosto de 2008, las fuentes oficiales anunciaron que la inflación estimada para junio fue de 11 250 000 % (en este caso, los precios se duplicaban cada 32 días).
Las estadísticas oficiales reportaron en octubre que la inflación de julio alcanzó el 231 000 000 %. La tasa anual de crecimiento de precios fue de 11,2 millones en junio.
Steve Hanke, miembro del Instituto Cato, publicó un documento que estimaba la tasa de inflación acumulada al 14 de noviembre de 2008 en 89,7 quintillón por ciento; de acuerdo a sus cálculos, entre el 24 de octubre y el 14 de noviembre, los precios en Zimbabue se incrementaron en un factor de 170-200 cada semana.
El 6 de diciembre de 2008, el Banco de Reserva de Zimbabue anunció planes para emitir billetes de 200 000 000 de dólares zimbabuenses, tan solo unos días después de introducir el billete de 100 millones.

### 2009
A fines de diciembre de 2008 e inicios de enero de 2009 el uso de monedas extranjeras como medio de cambio se había convertido en una práctica popular mientras que pocos bienes o servicios eran ofertados en moneda local. En un intento por ayudar a los negocios, el banco central de Zimbabue autorizó a cerca de 1000 tiendas a vender sus productos en monedas extranjeras.
El 12 de enero de 2009, Zimbabue introdujo un billete de 50 000 millones de dólares zimbabuenses.
El 16 de enero de 2009, Zimbabue anunció planes para la inminente emisión de billetes de 10 billones, 20 billones, 50 billones y 100 billones de dólares zimbabuenses. Al momento del anuncio, este último valor equivalía a cerca de 30 dólares estadounidenses, pero se esperaba que dicho valor se evaporara paulatinamente. De manera notable, estos planes abrieron una brecha entre las series de billetes: no existe un orden regular entre los billetes con valores entre 100 000 millones a 1 Billón. Se necesitan 200 billetes de 50 000 millones de dólares zimbabuenses para hacer el mismo valor que el próximo billete de la serie, equivalente a 10 billones de dólares.
El 29 de enero, en un intento por contener la descontrolada inflación en el país, el ministro de Finanzas, Patrick Chinamasa, anunció que los zimbabuenses podrían usar otras monedas más estables (por ejemplo, el rand sudafricano) para hacer negocios, en vez del dólar zimbabuense. Aunque solo las empresas autorizadas podían aceptar monedas extranjeras, esto se ha convertido en una práctica común. Incluso, según los residentes locales, los vendedores callejeros se han negado a aceptar dólares zimbabuenses.
En febrero, el gobierno de Zimbabue revaluó su moneda. Uno de estos nuevos dólares zimbabuenses equivalía a un billón de los anteriores. Esto hizo que el número de ceros borrados durante todo el período de hiperinflación llegara a 25.

### 2015
El 12 de junio de 2015, el gobierno faculta a su banco central a retirar de circulación el devaluado dólar zimbabuense, y autoriza el uso de divisas fuertes, tales como el dólar estadounidense, el rand sudafricano y el euro. Con dicha medida, se busca brindar un ápice de fortaleza a la economía, así como doblegar la hiperinflación, cosa que se consigue en pocos meses. El cambio oficial se sitúa en ZWD$ 35.000 millones por US$ 1.

### 2016
El comercio se ha visto afectado por la ausencia de cambio para el Menudeo, por lo que el Banco Central de Zimbabue ha tenido que emitir dinero bono, el cual, a pesar de brindar fuerza liberatoria en el pago de obligaciones, no permite atender las obligaciones contraídas por los locales en el exterior, haciéndose más odiado que su antecesor.

### 2017
Hay fuertes retenciones para el uso de las divisas extranjeras en el interior de Zimbabue, tanto es así que se ha llegado a limitar la retirada en cajeros automáticos a los US$ 150, así como solo se permiten pagos y transferencias electrónicas en divisas extranjeras en el interior, pero no se permiten los pagos en efectivo ni los giros y/o pagos electrónicos en divisas extranjeras a servicios y proveedores en el extranjero.

### 2019
En aquel año, el dólar estadounidense dejó de ser la moneda de curso legal del país, poniendo fin a diez años de dolarización.

### 2023
En enero tuvo una inflación del 50%, mientras que en septiembre y octubre tuvo una inflación mucho menor de 18,4% y 17,8%, respectivamente.

### 2024
En abril, el gobierno puso en curso el Zim Gold, una nueva moneda respaldada por las reservas de oro.